# Focillodes umbrosa
Focillodes umbrosa là một loài bướm đêm trong họ Noctuidae.